# When Ladies Meet (1933)
When Ladies Meet is een Amerikaanse filmkomedie uit 1933 onder regie van Harry Beaumont. Het scenario is gebaseerd op het gelijknamige toneelstuk uit 1932 van de Amerikaanse auteur Rachel Crothers.

## Verhaal
Mary Howard schrijft een roman over een driehoeksverhouding en ze wordt verliefd op haar uitgever Rogers Woodruff. De journalist Jimmie Lee is verliefd op Mary en hij is vastbesloten om haar en Rogers uit elkaar te spelen. Daarom stelt hij haar voor aan Clare Woodruf, de vrouw van Rogers.

## Rolverdeling
| Acteur            | Personage      |
| ----------------- | -------------- |
| Ann Harding       | Clare Woodruf  |
| Robert Montgomery | Jimmie Lee     |
| Myrna Loy         | Mary Howard    |
| Alice Brady       | Bridget Drake  |
| Frank Morgan      | Rogers Woodruf |
| Martin Burton     | Walter Manners |
| Luis Alberni      | Pierre         |

## Prijzen en nominaties
| Jaar | Prijs  | Categorie              | Genomineerde(n) | Uitslag     |
| ---- | ------ | ---------------------- | --------------- | ----------- |
| 1933 | Oscars | Beste productieontwerp | Cedric Gibbons  | Genomineerd |